# Sparaxis tricolor
Sparaxis tricolor är en irisväxtart som först beskrevs av George Voorhelm Schneevoogt, och fick sitt nu gällande namn av Ker Gawl. Sparaxis tricolor ingår i släktet Sparaxis och familjen irisväxter. Inga underarter finns listade i Catalogue of Life.

## Bildgalleri

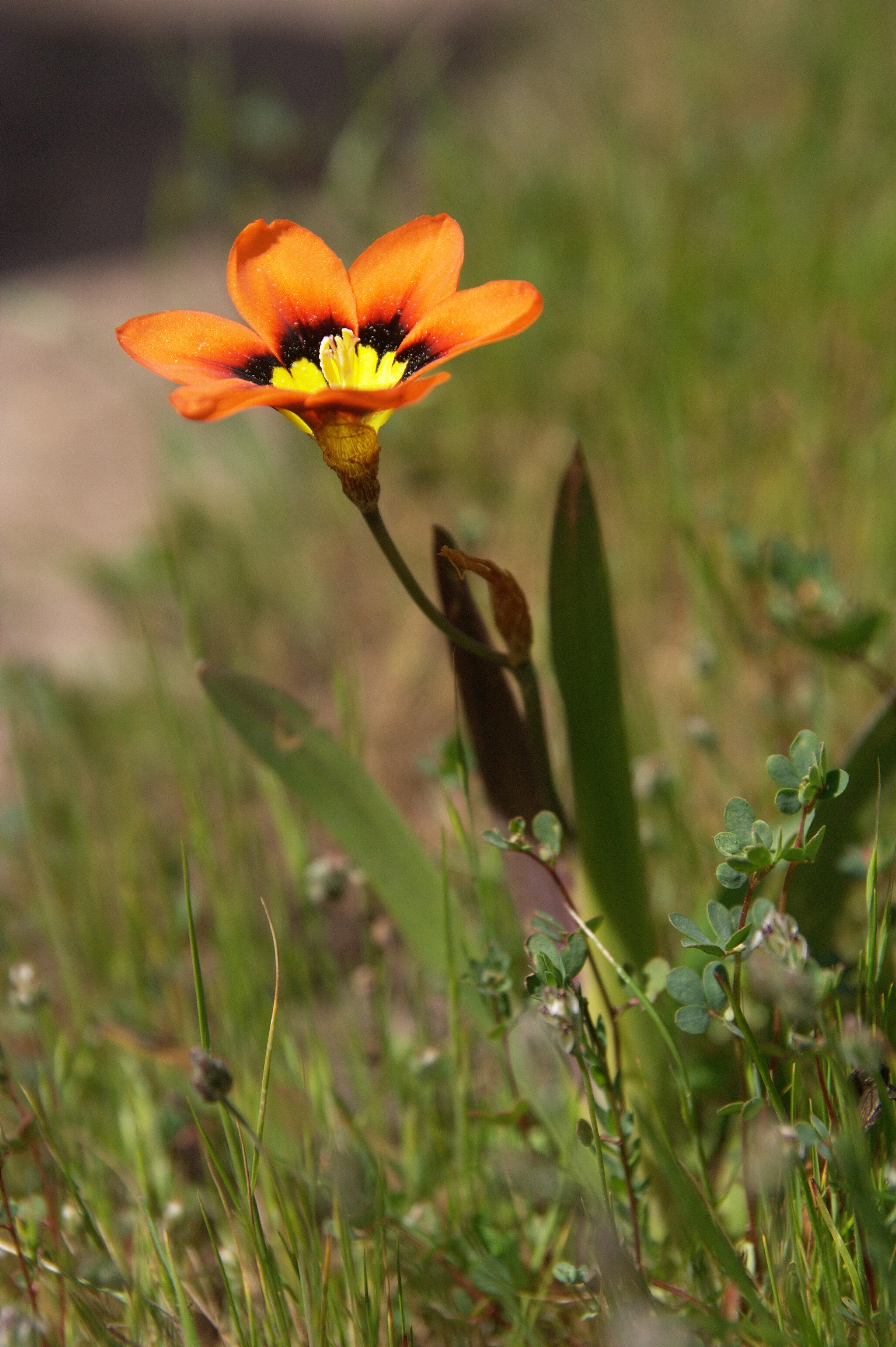
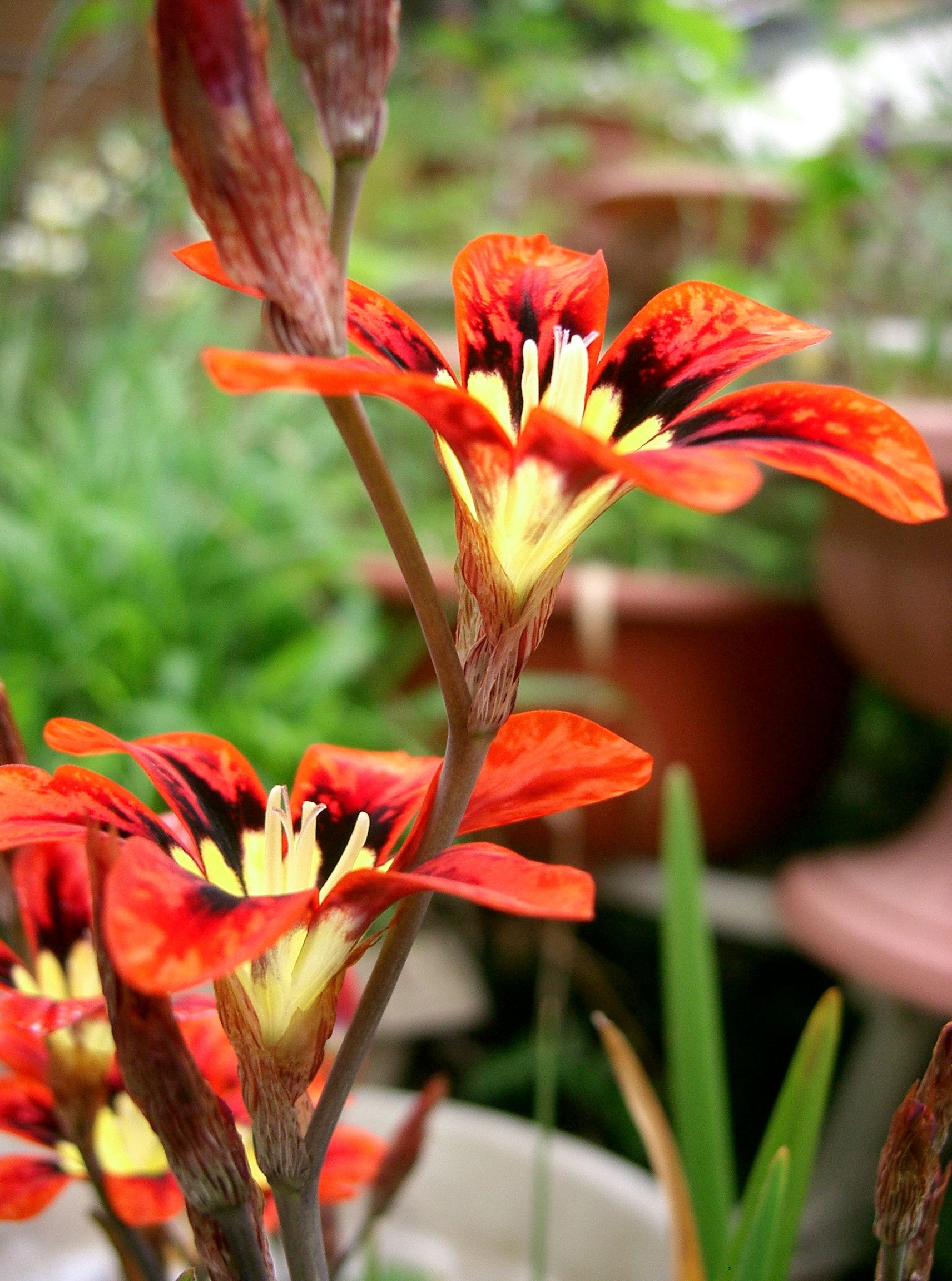
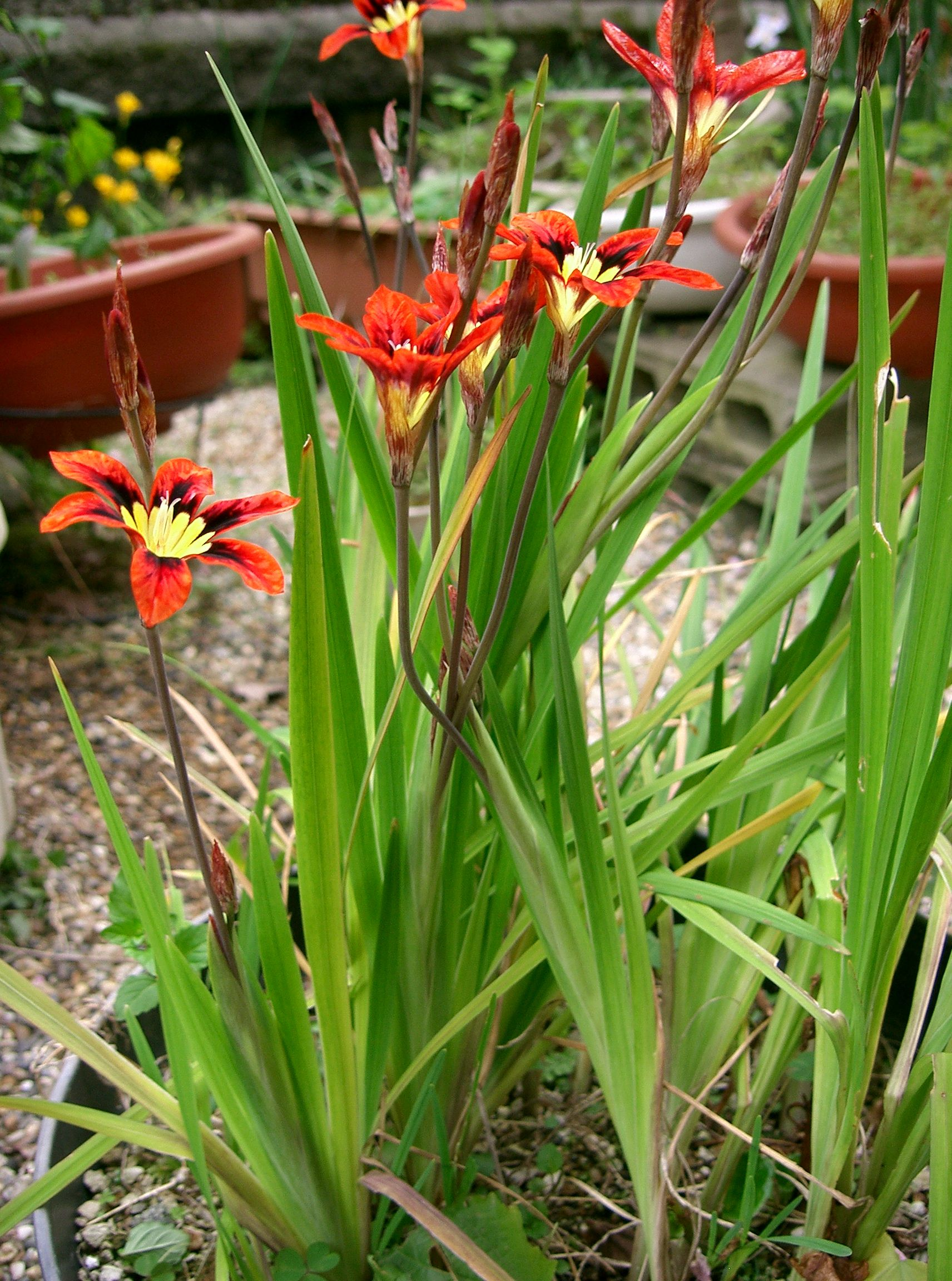
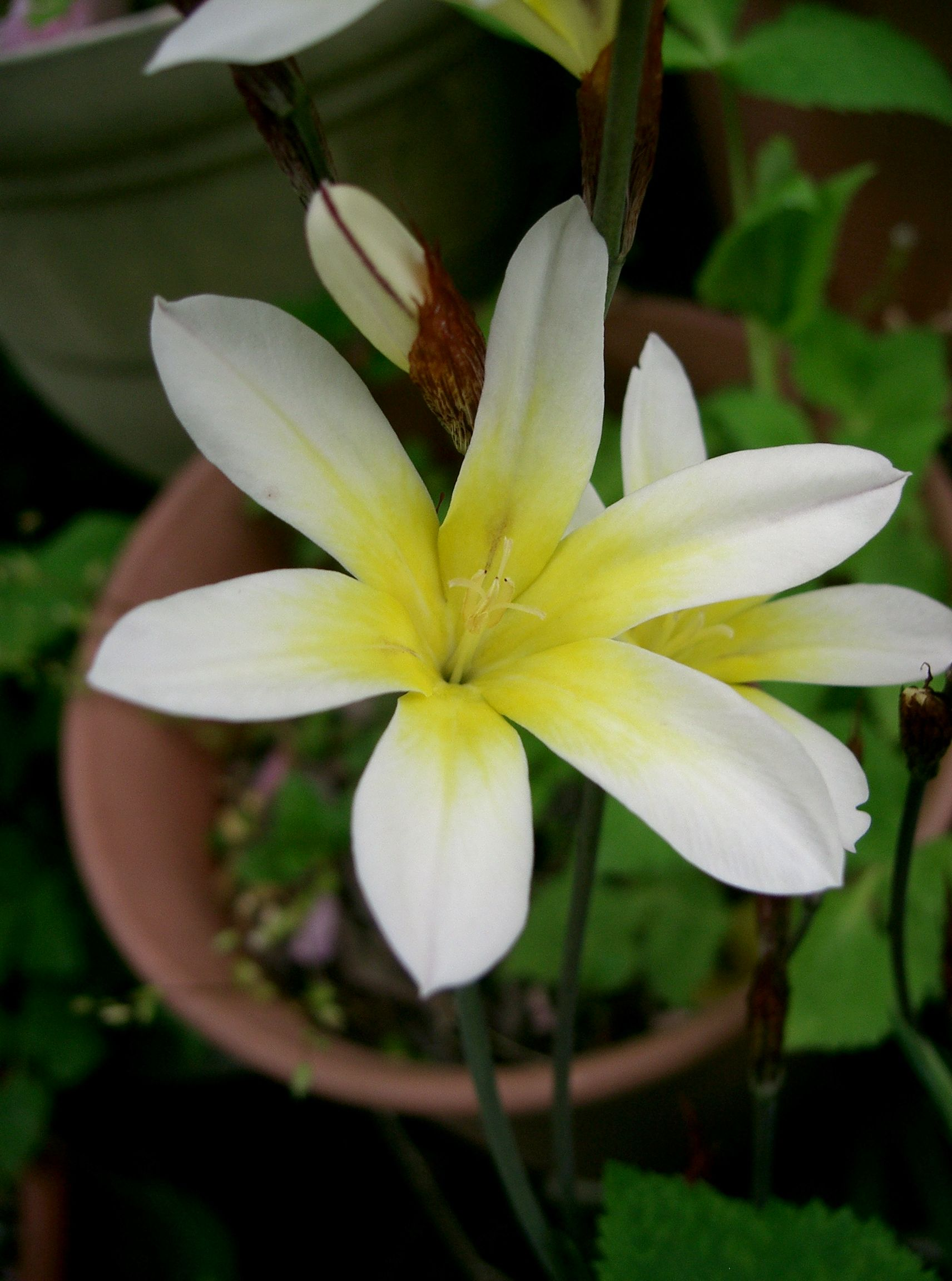